# Novogenuata
Novogenuata – takson stawonogów z gromady pajęczaków, obejmujący skorpiony, zaleszczotki i solfugi.
Charakterystyczną cechą Novogenuata, wyróżniającą je na tle innych pajęczaków, a przypuszczalnie także innych szczękoczułkowców jest modyfikacja stawu łączącego rzepkę z goleniem tak, że umożliwia tylko ruchy zginające i prostujące, a nie obrotowe. Rzepka i goleń połączone są u nich dwoma kłykciami, a przedni mięsień transpatellarny (łac. musculus transpatellaris anterior) zaczepia się na brzusznej lub tylno-brzusznej krawędzi goleni. Ponadto odnóża, podobnie jak u kapturców mają biodra nieruchome i, podobnie jak u rozłupnogłowców pozbawione są tylnego mięśnia rzepkowo-goleniowego (łac. musculus patellotibialis posterior). U wszystkich przedstawicieli z wyjątkiem solfug samce produkują spermatofory z szypułkami.
Takson ten został wprowadzony w 1990 roku Jeffreya W. Shultza. W wynikach jego analizy filogenetycznej Novogenuata zajęły siostrzaną dla kosarzy w obrębie kladu Dromopoda. Z kolei w obrębie Novogenuata zaleszczotki i solfugi tworzyły klad Haplocnemata, zaś skorpiony miały pozycję bazalną. Monofiletyzm Dromopoda, Novogenuata i Haplocnemata rozpoznany został również w wynikach W.C. Wheelera i Cheryl Hayashi z 1998 oraz Gonzalo Giribeta i innych z 2002. Analiza J.W. Shultza z 2007 nie rozpoznała Novogenuata, łącząc skorpiony i kosarze w klad Stomothecata, siostrzany dla Haplocnemata. Monofiletyzmowi Novogenuata oraz Haplocnemata przeczą wyniki nowszych analiz filogenetycznych: Mirosławy Dabert i innych z 2010 (roztocze difiletyczne; Acariformes siostrzane dla solfug, a Parasitiformes dla zaleszczotków), Almira Pepato i innych z 2010 (Acariformes siostrzane dla solfug, tworzące z nimi Poecilophysidea), A. Pepato i P.B. Klimowa z 2015 (monofiletyczne Poecilophysidea, siostrzane dla Parasitiformes), Russella Garwooda i Jasona Dunlopa z 2014 (solfugi zajmują pozycję siostrzaną dla Acariformes) oraz Jesúsa Ballesterosa i Prashanta Sharmy z 2019 (zaleszczotki w pozycji siostrzanej dla Acariformes).